# Buddleja thyrsoides
Buddleja thyrsoides är en flenörtsväxtart. Buddleja thyrsoides ingår i släktet buddlejor, och familjen flenörtsväxter.

## Underarter
Arten delas in i följande underarter:
- B. t. angusticarpa
- B. t. thyrsoides